# Prayer (藍井エイルのアルバム)
『Prayer』（プレイヤー）は、藍井エイルのトリビュートアルバム。2012年4月11日にSME Recordsから発売された。

## 概要
『Fate/Zero』に登場する7人の英霊達が藍井の楽曲をカヴァーしたトリビュートアルバムとなっているが、当初は個性が違う7人の英霊全て歌うのは難しいと思っており、実際レコーディングでも下調べが足りなかったことも手伝って棒読みになりながら臨んだことを明かしている。また、藍井自身今作は「楽しめるアルバム」と語っており、Twitterでも各曲のテーマを充てるクイズを行なうなど彼女にとっては思い入れのあるアルバムとなっている。

## 収録曲
1. LAMENT [5:20]
作詞：Eir・Sohshi Iihama、作曲・編曲：Tomo.
セイバーのまっすぐな気持ちと、その中に見え隠れする健気な部分をテーマとした曲で、力強さと哀しさを織り交ぜて歌っている[1]。
2. ROSES [4:27]
作詞：Eir・安田貴広、作曲：安田貴広、編曲：安田貴広・下川佳代、ストリングスアレンジ・インストゥルメンツアレンジ：下川佳代
ランサーの、主君を裏切って逃亡した事へに対する後悔の念を歌った曲。また、ランサー自体感情の起伏が乏しいことから、うまくこれを表現し辛かったという[1]。
3. UNDER THE MASK [3:54]
作詞：Eir・安田貴広、作曲・編曲：重永亮介
作中に複数登場するアサシンを歌った曲で、曲中でも声が沢山重なり合っている。また、ランサー以上に感情の起伏が乏しく、情報が少ないことから下調べを行なったものの、逆に難しく捉えてやり直しを余儀なくされた[1]。
4. END OF THE EARTH [4:20]
作詞：Eir、作曲・編曲：井上日徳
男らしい豪快な曲に仕上がっている[2]。
5. LAPSE FROM VIRTUE [5:34]
作詞：Eir・安田貴広、作曲・編曲：安田貴広
6. FADE INTO BLACK [4:12]
作詞：Eir、作曲・編曲：井上日徳
7. CRIMSON EYES [4:25]
作詞：Eir・Sohshi Iihama、作曲・編曲：黒須克彦
8. MEMORIA ORCHESTRA VER. [5:29]
作詞：Eir・Fumio Yasuda、作曲：Fumio Yasuda、編曲・ストリングスアレンジ・インストゥルメンツアレンジ：下川佳代